# Ela (król Izraela)
Ela (zm. 885 p.n.e.) – władca królestwa izraelskiego, syn Baszy.
Informacje o nim podaje 1 Księga Królewska 16,8-14. Szczegóły panowania Eli nie są znane.
Tron po swoim ojcu objął w 886 p.n.e. i panował przez rok do czasu swojej skrytobójczej śmierci w 885 r. p.n.e. Jego zabójcą był dowódca wojskowy – Zimri. Gdy tylko został królem i zasiadł na swym tronie, wybił cały ród Baszy, nie zostawiając mu żadnego chłopca, oraz jego krewnych i przyjaciół.